# Koszykówka na Letnich Igrzyskach Olimpijskich Młodzieży 2010
Koszykówka na Letnich Igrzyskach Olimpijskich Młodzieży 2010 odbyła się w dniach 15 - 23 sierpnia w Youth Space w Singapurze. Został rozegrany turniej chłopców i dziewcząt w którym wystąpiło po 20 zespołów. Zespoły liczyły po czterech zawodników (3 grających i rezerwowego).

## Turniej chłopców

### Drużyny zakwalifikowane
| Afryka - Egipt - Południowa Afryka - Republika Środkowoafrykańska Ameryka Północna - Portoryko - Panama - Stany Zjednoczone - Wyspy Dziewicze Stanów Zjednoczonych Ameryka Południowa - Argentyna | Azja - Singapur (gospodarz) - Filipiny - Indie - Iran | Europa - Serbia - Grecja - Litwa - Izrael - Turcja - Hiszpania - Chorwacja Oceania - Nowa Zelandia |

## Turniej dziewcząt

### Drużyny zakwalifikowane
| Afryka - Wybrzeże Kości Słoniowej - Angola - Mali Ameryka Północna - Kanada - Stany Zjednoczone Ameryka Południowa - Argentyna - Brazylia - Chile | Azja - Singapur (gospodarz) - Korea Południowa - Tajlandia - Japonia - Chiny | Europa - Rosja - Białoruś - Niemcy - Czechy - Francja - Włochy Oceania - Australia - Vanuatu |

## Medale
| Konkurencja                 | Złoto                                                                              | Srebro                                                                      | Brąz                                                                                  |
| Turniej chłopców szczegóły  | Serbia Saša Avramović Marko Radonjić Nemanja Bezbradica Stefan Popovski-Turanjanin | Chorwacja Matej Buovac Tomislav Grubišić Stipe Krstanović Marko Ramljak     | Grecja Theodoros Tsiloulis Spyridon Panagiotaras Lampros Vlachos Emmanuel Tselentakis |
| Turniej dziewcząt szczegóły | Chiny Ma Xueya Shen Yi Jin Jiabao Yang Xi                                          | Australia Olivia Bontempelli Hannah Kaser Mikhaela Donnelly Rosie Fadljevic | Stany Zjednoczone Briyona Canty Andraya Carter Amber Henson Kiah Stokes               |